# Spiss (Tyrolsko)
Spiss je obec v Rakousku ve spolkové zemi Tyrolsko v okrese Landeck. Žije zde 114 obyvatel.

## Geografie

### Poloha
Spiss se nachází v nadmořské výšce 1628 m, je nejvýše položenou a zároveň jednou z nejmenších obcí (podle počtu obyvatel) v Rakousku. Nachází se v údolí Samnauntal na hranici se Švýcarskem (kanton Graubünden). Obec tvoří rozptýlené osady a vesničky na exponovaných jižních svazích podél silnice Spisser Straße vedoucí z Pfunds do Samnaun. Tato silnice byla úzká a byla rozšířena v roce 1980 za finanční pomoci sousední švýcarské obce Samnaun.
Území obce odvodňují vodní toky Schalklbach, levý přítok řeky Inn, a Zandersbach. Nejnižší bod území obce se nachází na jihovýchodě v nadmořské výšce 1300 m. Pohoří, které ohraničuje území obce na severu a východě, dosahuje nadmořské výšky 2500 až 2900 metrů, nejvyšším bodem je Gmaierkopf (2914 m n. m.) a Grübele Kopf (2894 m n. m.) na severozápadě.
Obec má rozlohu 24,6 km², z toho 2,5 % připadá na zemědělskou půdu, 55,7 % pokrývají lesy, 23,7 % jsou alpské louky a pastviny a 17,3 % připadá na vysokohorský terén. Z celkové rozlohy je pouze 0,3 % osídleno.

### Sousední obce
Dvě ze čtyř sousedních obcí leží v okrese Landeck, dvě ve Švýcarsku.
|                             | See                        |        |
| Samnaun (Kanton Graubünden) |                            | Pfunds |
|                             | Valsot (Kanton Graubünden) |        |

## Historie
V době římské oblast náležela do provincie Raetie, jak dodnes naznačují rétorománské názvy míst a polí. V horní části Inntalu a Vinschgau se rétorománským jazykem mluvilo až do 15. století a v Samnaunu až do 19. století, kdy byl opuštěn ve prospěch bavorsko-tyrolského dialektu.
Údolí bylo osídleno pravděpodobně kolem roku 1000, ale nejsou o tom žádné historické doklady.
První písemná zmínka o obci jako Oberspis pochází z roku 1302, kdy byla součástí obce Nauders. Název "Spiss" je odvozen z latinského spissus, což znamená houští, porost. Od roku 1547 se stala samostatnou obcí. V době třicetileté války v roce 1621 rakouské jednotky vpadly do Engadinu. V důsledku odvety byla obec Spiss vypálena a vypleněna a musela část svého území přenechat švýcarské obci Tschlin. Při odvetě byla zničena i kaple z roku 1607. Na jejím místě byl postaven roce 1638 kostel zasvěcený Janu Křtiteli, který byl přestavěn v roce 1778. Spiss byl obsazen provizorním kaplanem až do roku 1789, kdy byl přeměněn na exposituru.
V šedesátých a sedmdesátých letech 20. století byly pozemky scelovány, budovány přístupové cesty a stavební parcely, aby se zabránilo vystěhovalectví.
Neprůchodná soutěska na řece Schalklbach (známá také jako Schergenbach), která tvoří hranici mezi Rakouskem a Švýcarskem, byla dlouho dopravní překážkou a z Inntalu do Spissu vedla jen úzká stezka pro mezky. Hlavní spojení vedlo přes Samnaun. Lepší dostupnosti bylo dosaženo až rozšířením Spisser Landesstraße v roce 1980, které bylo rovněž spolufinancováno obcí Samnaun. Spojení s obcí Spiss je čistě na rakouské straně, které je mnohem odolnější proti lavinám než silnice na švýcarské straně, a proto z něj těží i Samnaun.
Do roku 1920 obec náležela do soudního okresu Nauders, který byl v období první světové války rozpuštěn a obec přiřazena do soudního okresu Ried. Od roku 1978 je součástí okresu Landeck.

## Hospodářství
Dvě třetiny obyvatel denně dojíždějí do bezcelní zóny a lyžařského střediska Samnaun, které poskytuje mnoho pracovních míst jako oblast zimních sportů Silvretta-Samnaun (spojená s Ischglem). Kromě toho je ve spádové oblasti Samnaun skromné zemědělství a několik podniků cestovního ruchu.

## Znak
Blason: Ve stříbře vyrůstá ze zelených keřů rudá hlava orla ve zlaté zbroji.
Barvy obecní vlajky jsou zelená a červená.
Znak byl obci udělen 24. září 1991 a symbolizuje název místa (houští, porost) s keři a hlavou tyrolského orla zdůrazňuje staletou příslušnost k Tyrolsku, a to i přes příhraniční polohu a odlehlost.